# Rząd Narodowy (Bronisława Brzezińskiego)
Rząd Narodowy Bronisława Brzezińskiego – naczelny organ władz powstania styczniowego od kwietnia do października 1864.

## Utworzenie
Po aresztowaniu Romualda Traugutta przez policję rosyjską  w kwietniu 1864 Rząd Narodowy zaprzestał działalności. Próbując podtrzymać wrażenie trwania organizacji tajnej, dysponujący dokumentami i pieczęciami powstańczymi Bronisław Brzeziński powołał nowy Rząd Narodowy. Na początku lipca 1864 Brzeziński przekazał wszelkie czynności cywilne i wojskowe poza granicami zaboru moskiewskiego na ręce Jana Kurzyny pełnomocnika i reprezentanta Rządu Narodowego za granicą. W październiku 1864 Brzeziński opuścił Warszawę, co równoznaczne było z zaniechaniem działalności rządowej.

## Skład
- Bronisław Brzeziński, prezes
- n.n. ps. Adolf, dyrektor Wydziału Wojny, do końca czerwca 1864
- n.n. ps. Astolf, dyrektor Wydziału Skarbu, do końca lipca 1864
- Władysław Kessler[2]